# Mordellistena lusitanica
Mordellistena lusitanica es una especie de coleóptero de la familia Mordellidae.

## Distribución geográfica
Habita en Portugal.